# Hymenelia prevostii
Hymenelia prevostii är en lavart som först beskrevs av Duby, och fick sitt nu gällande namn av Kremp. Hymenelia prevostii ingår i släktet Hymenelia och familjen Hymeneliaceae.  Arten är reproducerande i Sverige. Inga underarter finns listade i Catalogue of Life.